# Lachlan Stewart
Lachlan Stewart (Alexandria, 22 giugno 1943 – Paisley, 1º giugno 2025) è stato un mezzofondista britannico.

## Biografia
Nel 1970 vinse la medaglia d'oro nei 10000 m ai Giochi del Commonwealth, manifestazione nella quale conquistò anche un undicesimo posto nei 5000 m. Successivamente nel 1972 partecipò ai Giochi Olimpici, venendo eliminato in batteria nei 10000 m. L'anno seguente conquistò invece un quarantacinquesimo posto nella prima edizione di sempre dei Mondiali di corsa campestre, mentre nel 1974 ottenne un decimo posto nei 10000 m ai Giochi del Commonwealth, manifestazione a cui in tale occasione prese parte anche alla maratona, esordendo sulla distanza proprio in questa occasione, chiusa peraltro con un ritiro.

## Palmarès
| Anno                                  | Manifestazione          | Sede              | Evento         | Risultato | Prestazione | Note |
| ------------------------------------- | ----------------------- | ----------------- | -------------- | --------- | ----------- | ---- |
| In rappresentanza della Gran Bretagna |                         |                   |                |           |             |      |
| 1972                                  | Giochi Olimpici         | Monaco di Baviera | 10000 m        | Batteria  | 28'31"33    |      |
| In rappresentanza della Scozia        |                         |                   |                |           |             |      |
| 1970                                  | Giochi del Commonwealth | Edimburgo         | 10000 m piani  | Oro       | 28'11"71    |      |
| 1970                                  | Giochi del Commonwealth | Edimburgo         | 5000 m piani   | 11º       | 13'51"8     |      |
| 1973                                  | Mondiali di cross       | Waregem           | Corsa seniores | 45º       |             |      |
| 1973                                  | Mondiali di cross       | Waregem           | A squadre      | 8º        | 291 p.      |      |
| 1974                                  | Giochi del Commonwealth | Christchurch      | 10º            | 29'22"6   |             |      |
| 1974                                  | Giochi del Commonwealth | Christchurch      | Maratona       | -         | dnf         |      |

## Campionati nazionali
1966
- Oro ai campionati scozzesi, 10 miglia - 48'44"4

1967
- Oro ai campionati scozzesi, 10 miglia - 48'52"0
- Oro ai campionati scozzesi, 6 miglia - 27'58"2
- Argento ai campionati scozzesi di corsa campestre - 38'27"

1968
- Oro ai campionati scozzesi, 10 miglia - 50'50"0
- Oro ai campionati scozzesi, 6 miglia - 28'12"8
- Oro ai campionati scozzesi di corsa campestre - 37'09"

1970
- Oro ai campionati scozzesi, 10000 m piani - 28'33"4

1971
- Oro ai campionati scozzesi, 10000 m piani - 29'00"0
- Oro ai campionati scozzesi, 10 miglia - 47'58"6

1973
- Bronzo ai campionati scozzesi di corsa campestre - 36'53"

## Altre competizioni internazionali
1968
- Oro al CrossCup de Hannut ( Hannut) - 27'08"

1973
- 9º alla Cinque Mulini ( San Vittore Olona) - 31'54"6